# Panzer General II
Panzer General II est un jeu vidéo de type wargame pour Windows, publié en 1997 par Strategic Simulations, Inc. (SSI) ; un éditeur permet de créer ses propres scénarios ; le mode multijoueur permet de jouer en réseau ou par mail. Ce wargame succède à Panzer General, publié par SSI en 1995.
En France, le jeu s'appelle Opération Panzer, alors que Panzer General II désigne Allied General. En Allemagne, le jeu s'appelle Panzer General IIID, à ne pas confondre avec la suite de Panzer General II : Panzer General 3D: Assault.
Le joueur incarne un général qui participe aux principales batailles terrestres survenues en Europe, en Afrique du Nord et au Moyen-Orient, durant la Seconde Guerre mondiale.

## Synopsis
Le jeu reconstitue des batailles de la guerre civile espagnole, de la Guerre d'Hiver finlandaise, des fronts d'Europe (campagne d'Italie, débarquement de Normandie, front de l'Est, etc.) et d'Afrique du Nord de la Seconde Guerre mondiale. Le jeu propose des scénarios jouables soit individuellement (mode scénario), soit successivement (mode campagne), et inclut quelques affrontements fictifs (exemple : invasion de Malte par les forces de l'Axe).
Les campagnes placent le joueur à la tête de l'Axe (Blitzkrieg, de 1938 à 1945 ; Défense du Reich, de 1942 à 1945), des États-Unis (Croisade à l'Ouest, de 1943 à 1945), du Royaume-Uni (Retour en Europe, de 1943 à 1945), ou de l'URSS (Direction Berlin, de 1942 à 1945).
Le joueur aura la possibilité de diriger des troupes allemandes, américaines, anglaises, espagnoles (armées nationalistes ou républicaines), finlandaises, françaises, hongroises, italiennes, norvégiennes, polonaises, soviétiques, tchécoslovaques, ou roumaines.

Évolution historique du front européen durant la Seconde Guerre mondiale
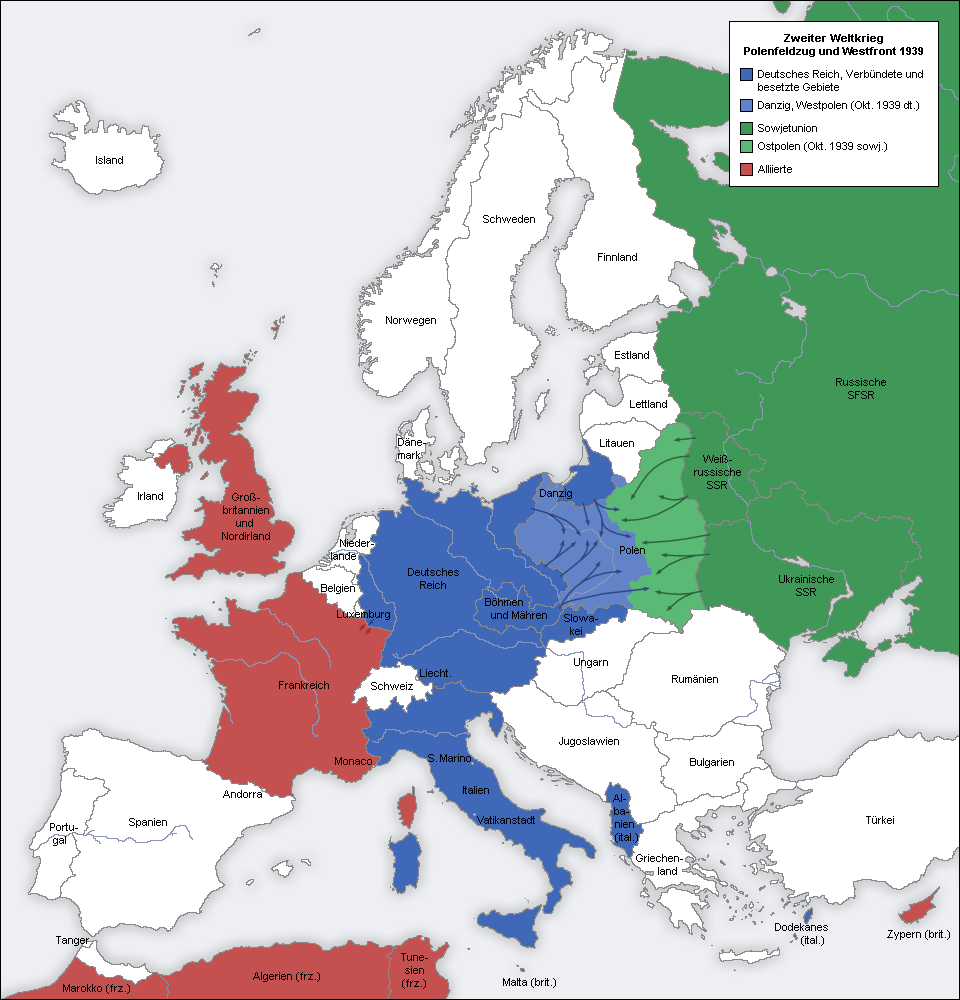
1939
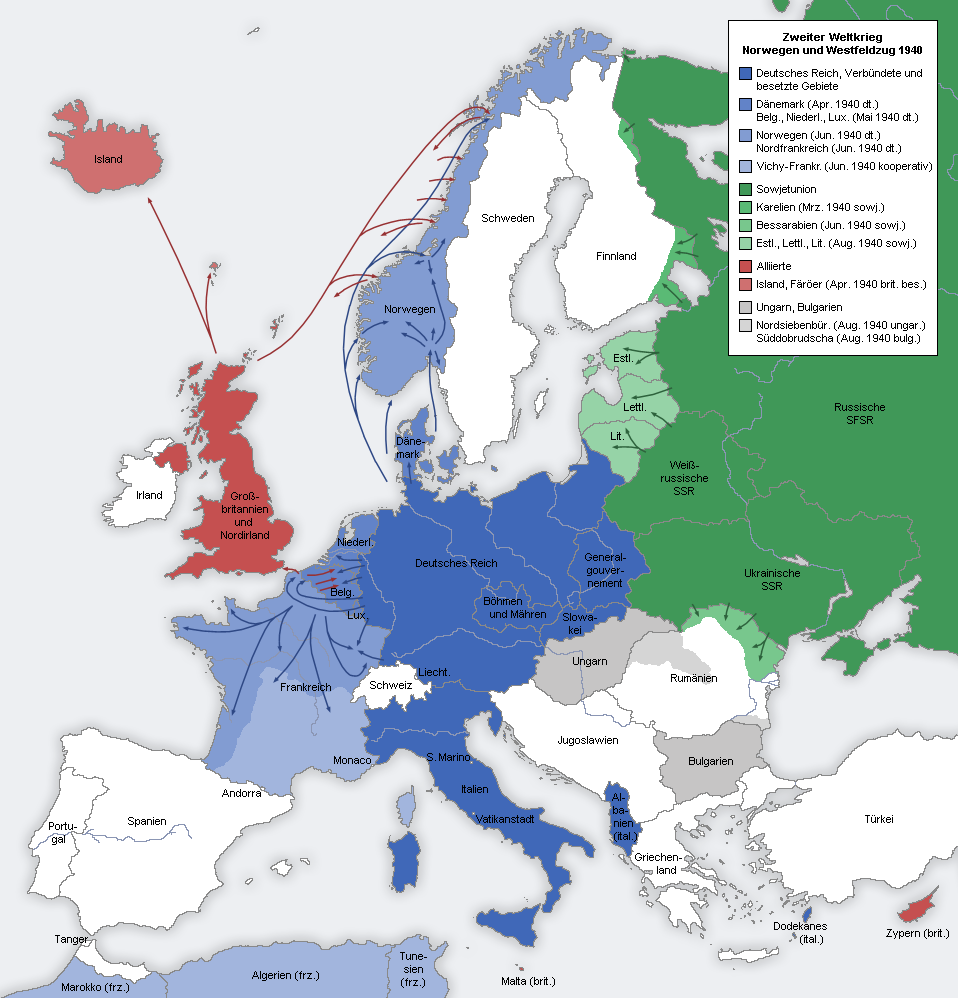
1940
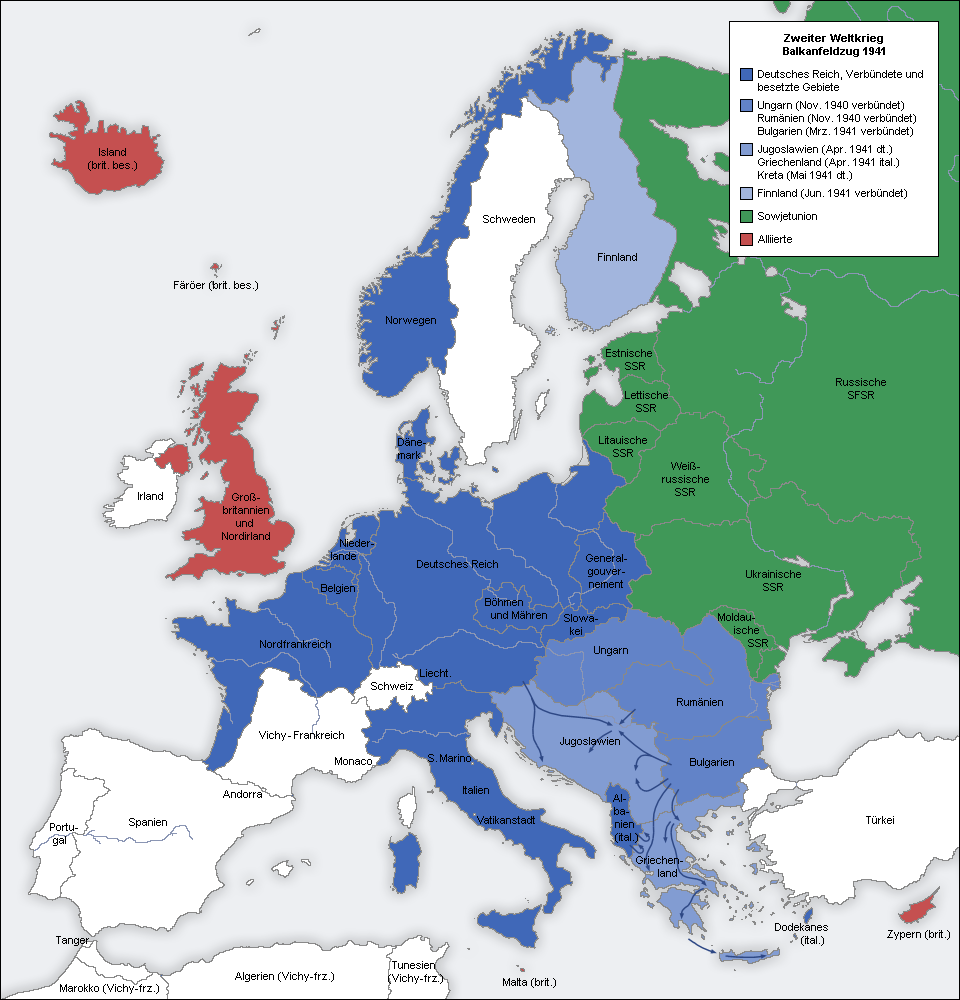
1941
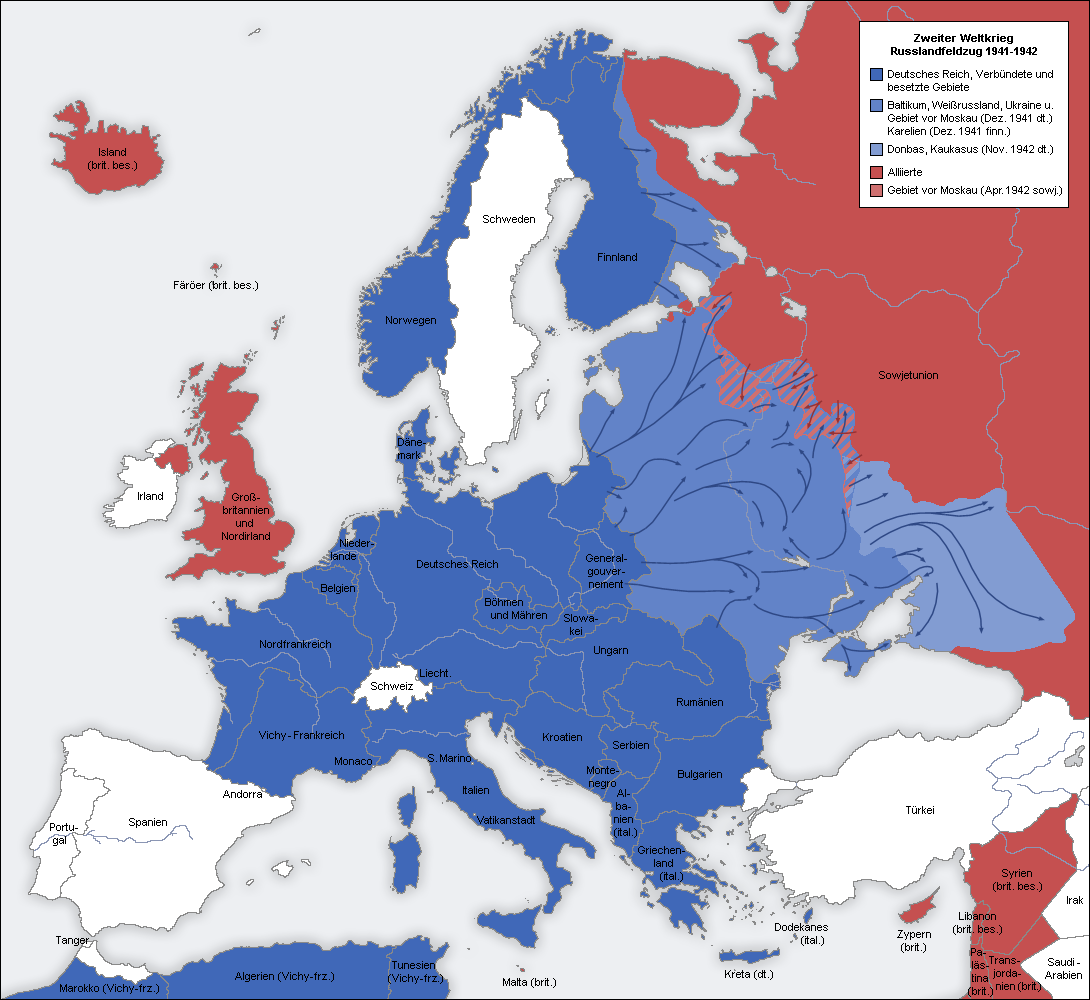
1941-1942
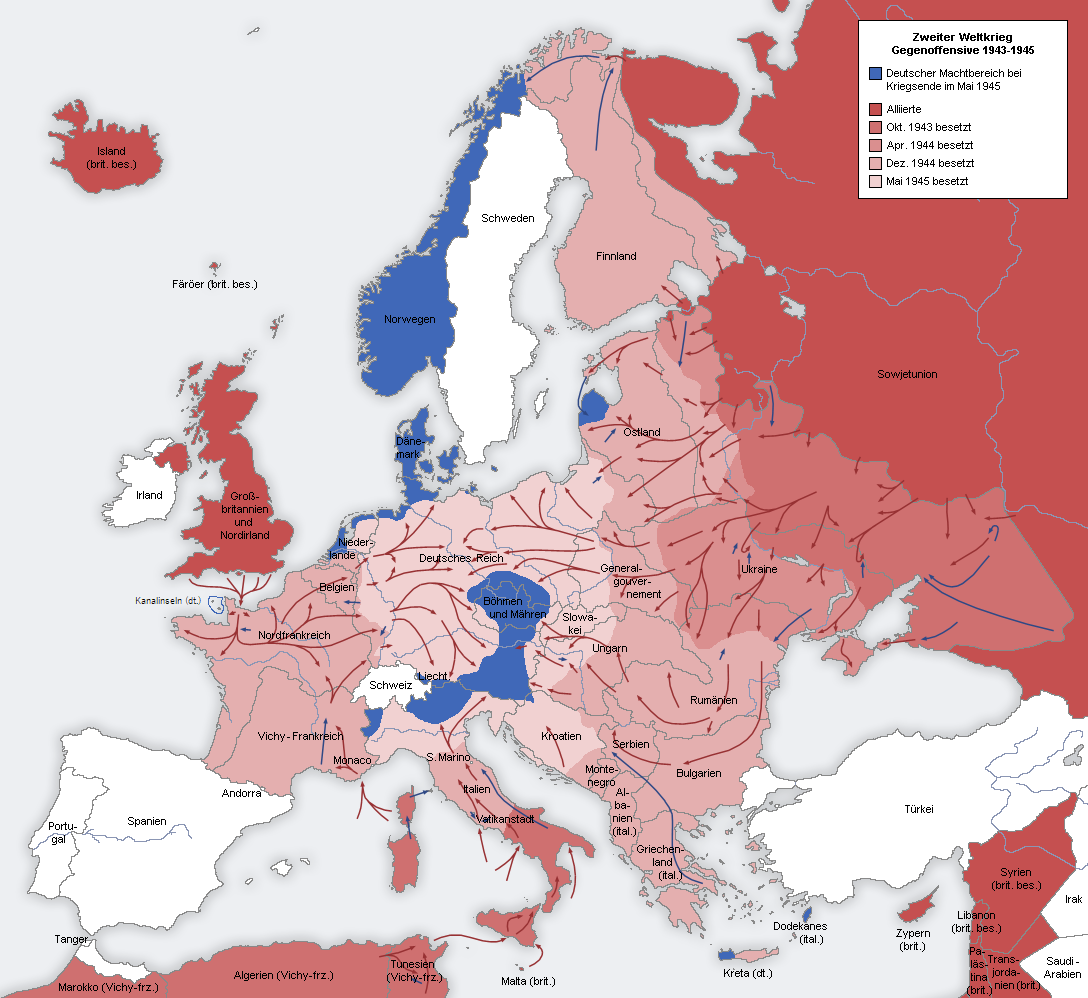
1943-1945

## Système de jeu
La carte du front est divisée en hexagones, chacun représentant un terrain plus ou moins difficile à traverser et plus ou moins favorable à la défense. Au début de la bataille, le joueur voit la topographie des lieux (forêts, marais, rivières, villes, etc.) et la localisation des objectifs, signalés par des carrés jaunes, mais sans savoir où sont les ennemis (sauf ceux déjà à portée de vue) ; ce brouillard de guerre favorise les embuscades si les mouvements se font sans reconnaissance préalable. Pour l'emporter, le joueur doit atteindre ses objectifs avant la fin d'un nombre défini de tours ; plus le joueur gagne rapidement, plus la victoire est valorisée.
Les unités sont réparties en plusieurs catégories : artillerie (canons antiaériens, canons antichars, artillerie de campagne), infanterie (infanterie à pied, infanterie montée ou motorisée, génie, parachutistes, etc.), blindés (blindés légers de reconnaissance, blindés lourds type panzer), aviation (avions de chasse, bombardiers). Chaque unité est définie par son mode de déplacement et sa rapidité, ses réserves de carburant, ses réserves de munitions, sa portée de tir, son niveau d'initiative, sa portée de repérage des ennemis, son expérience, sa puissance (une unité est détruite quand sa puissance tombe à zéro), son niveau de retranchement, ses capacités d'attaque contre différents types d'adversaires, ses capacités de défense face aux différents types d'attaque. De temps en temps, un leader d'exception prend le commandement d'une unité, qui obtient alors deux capacités spéciales (bonus en attaque, capacité d'attaquer deux fois par tour, etc.).
Des opérations de ravitaillement permettent de réalimenter les unités en carburant et en munitions. Des opérations de remplacements permettent aux unités de recouvrer leur puissance perdue et de se ravitailler. Les conditions météorologiques évoluent en cours de partie et peuvent perturber la logistique militaire ; par exemple, une mauvaise météo diminue les capacités de remplacements.
Les unités terrestres qui n'effectuent aucune action réalisent automatiquement des manœuvres de retranchement qui augmentent leur potentiel défensif. Le niveau maximum de retranchement dépend du terrain et de la catégorie de l'unité.
En cours de partie, et en fonction de ses résultats, le joueur gagne et perd du prestige, qui sert à réquisitionner de nouvelles unités, à effectuer les remplacements et, en mode campagne, à améliorer les unités qui passent d'un scénario à l'autre.

## Accueil
| Panzer General II     |      |       |
| Média                 | Pays | Notes |
| Computer Gaming World | US   | 5/5   |
| Cyber Stratège        | FR   | 4.5/5 |
| GameSpot              | US   | 83 %  |
| Gen4                  | FR   | 4/5   |
| PC Gamer UK           | GB   | 80 %  |
| PC Jeux               | FR   | 85 %  |

## Communauté
En 2013, une communauté active enrichit encore le jeu : scénarios et campagnes supplémentaires, corrections de bugs, mods, modifications du moteur de jeu, etc. Panzer General II est donc disponible en version 2.20, alors que la dernière version publiée par SSI est la 1.02.
Une version open source est en cours de développement : Open General.